# Château de Schaunberg
Le château de Schaunberg est un château-fort à Schaumberg, quartier de Hartkirchen, dans le Land de Haute-Autriche. Elle était le siège de la maison de Schaunberg et de leur comté.

## Histoire
Les Schaunberg viennent de la famille de Julbach et sont apparentés dans la lignée féminine aux comtes de Formbach-Vichtenstein. Ils reçoivent le péage d'Aschach an der Donau de l'empereur Frédéric Barberousse, un fief très rentable. Au milieu du XIIe siècle, Heinricus de Scovenberch fait construire un château à environ une heure de marche d'Aschach.
Dans un document de 1316, les Schaunberg se décrivent comme des comtes et luttent pour l'immédiateté impériale pour leur comté de Schaunberg. Le duc Rudolf IV, cependant, encouragé son vassal Eberhard von Wallsee à construire un deuxième château (château d'Oberwallsee) à travers le Danube, en face du château de Schaunberg.
En 1380, Reinprecht II von Walsee lié au duc Albert III d'Autriche se prend à Heinrich von Schaunberg. Bien que les Schaunberg se soient alliés aux Rosenberg et à leurs ministériels, les Wallsee occupent tous leurs châteaux du Danube et leur ville d'Eferding au cours des deux premières années de la « querelle des Schaunberg ». Il assiège sans succès le château de Schaunberg. Comme les Rosenberg ne le soutiennent pas, Heinrich doit se soumettre aux Habsbourg.
En 1388, Wallsee et Habsbourg reçoivent à nouveau des lettres féodales, deux ans plus tard, Heinrich von Schaunberg doit finalement jurer la querelle d'origine. Mais les « gargouilles parlantes » sur la tour de son château de Neuhaus expliquent clairement ce qu'il pense des Habsbourg et de Wallsee.
En 1548, les Schaunberg perdent leur empire, en 1559 ils s'éteignent. Au début du siècle, ils avaient déjà déménagé au château d'Eferding, qu'ils avaient construit. Leurs héritiers sont la maison de Starhemberg.

## Bâtiments
Avec une superficie de 17 500 m2, il s'agissait du plus grand château de Haute-Autriche. La décadence du château commence dans la seconde moitié du XVIIe siècle.
Le cœur du complexe est le château principal, qui est entouré d'une enceinte. Celui-ci contient les vestiges du bergfried de 32 mètres de haut, visible de loin, le palais représentatif, la chapelle castrale et d'autres dépendances.
Bergfried
Le donjon est libre, juste derrière le mur d'enceinte du château. Son plan est pentagonal, le bord tranchant de la tour en forme de coin pointe dans la direction d'attaque donnée. On peut différencier deux phases de construction :
- Les cinq derniers étages datent du milieu du XIIIe siècle. L'épaisseur de la paroi du rez-de-chaussée est de 350 cm. Tous les intérieurs sont carrés, ce qui se traduit par une épaisseur de paroi de coin allant jusqu'à 8 m. Le donjon se rétrécit légèrement à l'extérieur du premier étage. L'épaisseur de la paroi du cinquième étage est d'environ 2 m. L'entrée haute était à l'arrière de la tour, à environ dix mètres au-dessus du niveau de la cour.
- Au XIVe siècle, la tour a trois autres étages.

En 1825, la partie nord du bergfried se rompt complètement, les décombres tombant endommagent également le palais opposé. La moitié préservée de la tour est désormais bien sécurisée et accessible par un escalier en acier à 189 marches.
Douves
La protection du château est assurée par quatre fossés et deux pont-levis avec une porte extérieure et intérieure.
À l'ouest, le château est prolongé par un mur extérieur avec une basse-cour. Le mur ouest est le point de fortification le plus vulnérable et étendu à une épaisseur de 5 m. Le mur était flanqué de deux tours d'angle et avait un donjon au milieu. Alors que les tours d'angle se sont complètement effondrées, il y a encore une ruine de ce deuxième bergfried.